# Joachim Broudré-Gröger
Joachim Rüdiger Broudré-Gröger (* 28. April 1944) ist ein ehemaliger deutscher Diplomat. Er war Botschafter Deutschlands in Vietnam, Algerien, China, Indonesien und Portugal.

## Leben
Nach einer Ausbildung zum Industrie- und EDV-Kaufmann bei IBM folgte ein Studium der Betriebswirtschaftslehre an der FU Berlin sowie an der Universität von Madrid, das er mit dem akademischen Grad Diplom-Kaufmann abschloss. Anschließend folgte eine Ausbildung am Deutschen Institut für Entwicklungspolitik in Berlin.
Nach dem Eintritt in den Auswärtigen Dienst 1971 folgte eine Verwendung am Generalkonsulat in Hongkong (als Vizekonsul).
Von März 1973 bis Mai 1974 war er Mitarbeiter im Büro des damaligen Bundeskanzlers Willy Brandt (als Persönlicher Assistent und Redenschreiber). Anschließend war er Juni 1974 bis November 1976 Persönlicher Referent des Bundesministers für wirtschaftliche Zusammenarbeit Egon Bahr. Als dieser Bundesgeschäftsführer der SPD wurde, folgte ihm Broudré-Gröger und war von November 1976 bis März 1981 dessen Büroleiter. Der rumänische Überläufer Ion Mihai Pacepa bezichtigte Broudré-Gröger 1978 der Spionage für den Ostblock. Fahnder der Bundesanwaltschaft fanden Broudré-Gröger in Besitz von zwei Minox-Kameras und eines Dokumentenstativs. Die Verdachtsmomente reichten jedoch nicht für eine Anklage aus. Das Verfahren wurde wegen ausgeräumten Tatverdachts eingestellt.
Im April 1981 kehrte Boudré-Gröger in den Diplomatischen Dienst zurück und wurde Leiter der Wirtschaftsabteilung an der Deutschen Botschaft in Mexiko. Broudré-Gröger wurde dann im September 1984 Stellvertretender Leiter des Referats für die friedliche Nutzung der Kernenergie und Weltraumerschließung des Auswärtigen Amtes, ehe er im Mai 1985 dort Leiter des Referats für Internationale Energiepolitik wurde. Von Juli 1986 bis Oktober 1990 war er Botschafter der Bundesrepublik Deutschland in der Sozialistischen Republik Vietnam.  Anschließend war Broudré-Gröger bis April 1993 Leiter des Referats für Internationale Telekommunikationspolitik und Informationstechnologie des Auswärtigen Amtes.
Im Mai 1993 kehrte er in die Bundesgeschäftsstelle der SPD zurück und wurde dort Stellvertretender Bundesgeschäftsführer, Außenpolitischer Berater und Technischer Wahlkampfleiter beim Parteivorstand der SPD.
Von August bis September 1995 war er kurzzeitig Generalkonsul in Bombay, ehe er dann Leiter der Deutschen Delegation bei der Beobachtungskommission der Europäischen Gemeinschaften im ehemaligen Jugoslawien (European Community Monitor Mission to Former Yugoslavia) wurde. Von März 1996 bis August 1998 war Broudré-Gröger dann deutscher Botschafter in Algerien. Im Anschluss daran war er zunächst für einige Monate Leiter der Unterabteilung Außenwirtschaftsförderung und Entwicklung, ehe er im Februar 1999 Ministerialdirektor und Leiter der Abteilung für Wirtschaft und nachhaltige Entwicklung (Abteilung 4) des Auswärtigen Amtes wurde. Von Juli 2001 bis August 2004 war Broudré-Gröger deutscher Botschafter in der Volksrepublik China. Sein dortiger Nachfolger wurde Volker Stanzel. Von 2004 bis August 2006 war er Botschafter der Bundesrepublik Deutschland in Indonesien, mit Zweitakkreditierung für Osttimor. Anschließend war er bis zu seiner Versetzung in den Ruhestand 2009 Botschafter in Lissabon. Dort bekam er 2009 den Orden für Verdienst.
Von 1992 bis November 2002 war er Vorsitzender der Deutsch-Vietnamesischen Gesellschaft e. V.